# Gouvernement Vande Vyvere
Royaume de Belgique
Theunis I Poullet
Le gouvernement Vande Vyvere est un gouvernement catholique qui gouverna la Belgique du 13 mai 1925 jusqu'au 22 mai 1925.   
Les socialistes sortent grands vainqueurs des élections législatives de 1925, au détriment des libéraux qui perdent un tiers de leurs voix. Les libéraux décident de rester dans l'opposition, forçant une coalition entre catholiques et socialistes pour obtenir une majorité ; cependant, de nombreux catholiques conservateurs restent farouchement antisocialistes et de nombreux socialistes wallons, opposés au flamingantisme, privilégient une coalition avec les libéraux ou un gouvernement socialiste minoritaire. Le socialiste Émile Vandervelde échoue à former un gouvernement avec un gouvernement avec les libéraux et les démocrates chrétiens. Le catholique Charles de Broqueville échoue quant à lui de convaincre les libéraux de rentrer dans une majorité avec les catholiques.   
Aloys Vande Vyvere tente de former un gouvernement minoritaire catholique qui aurait le soutien parlementaire des socialistes. Le gouvernement tient cependant moins de deux semaines, relançant par conséquent la crise post-électorale. Il est chargé des affaires courantes jusqu'à la mise en place du gouvernement Poullet un mois plus tard.    

## Composition
| Ministère                                                       | Nom                     | Parti               |
| --------------------------------------------------------------- | ----------------------- | ------------------- |
| Premier ministre et ministre des Finances                       | Aloys Van de Vyvere     | Parti catholique    |
| Ministre des Affaires étrangères                                | Albéric Ruzette a.i.    | Parti catholique    |
| Ministre de l'Intérieur et de la Santé publique                 | Prosper Poullet         | Parti catholique    |
| Ministre des Arts et des Sciences                               | Léon Théodor a.i.       | extra-parlementaire |
| Ministre de Justice                                             | Léon Théodor            | extra-parlementaire |
| Ministre de l'Agricultre et des Travaux publics                 | Albéric Ruzette         | Parti catholique    |
| Ministre de l'Industrie, du Travail et de la Prévoyance sociale | Paul Tschoffen          | Parti catholique    |
| Ministre des Chemins de fer, des Postes et des Télégraphes      | Paul Tschoffen a.i.     | Parti catholique    |
| Ministre de la Défense nationale                                | Albert Hellebaut        | extra-parlementaire |
| Ministre des Colonies                                           | Henri Carton de Tournai | Parti catholique    |
| Ministre des Affaires économiques                               | Romain Moyersoen        | Parti catholique    |